# Кюмюш-Азиз
Кюмюш-Азиз (кирг. Күмүш-Азиз) — село в Сузакском районе Джалал-Абадской области. Входит в состав Ырысского айыльного округа.

## География
Село расположено в 5 км западнее от города Джалал-Абад. Расстояние до столицы Киргизии Бишкека ~ 560 км. Между селами Кюмюш-Азиз и Кайрагач проходит автомагистраль Бишкек — Ош, которая соединяет столицу Бишкек с городом Ош и южной частю страны.

## Климат
Климат субтропический, сухой, с жарким (абсолютный максимум +42 ˚С) летом, солнечной осенью с редкими ливневыми дождями и мягкой зимой с повышенной влажностью и средней температурой около 0 ˚С. Относительная влажность с июня по октябрь небольшая — 30 %, в жаркие летние месяцы ещё ниже. Осадков за год выпадает около 460 мм. Удаленность от значительных водных пространств обуславливает континентальность и засушливость климата. Среднегодовая температура составляет +13 °С, в июле +25…+30 °С, в январе −3…−5 °С.